# Termitotrox minutus
Termitotrox minutus är en skalbaggsart som beskrevs av Gilbert John Arrow 1920. Termitotrox minutus ingår i släktet Termitotrox och familjen Termitotrogidae. Inga underarter finns listade i Catalogue of Life.